# Лятно тръшване (1994)
Лятно тръшване (1994) (на английски: SummerSlam) е седмото годишно pay-per-view събитие от поредицата Лятно тръшване, продуцирано от Световната федерация по кеч (WWF). Събитието се провежда на 29 август 1994 г. в Чикаго, Илинойс.

## Обща информация
Събитието има два основни мача. Първият е Оуен Харт срещу брат си Брет Харт в мач със стоманена клетка. Брет печели мача, но сюжетът ескалира, след като Оуен и зет му Джим Нaйдхарт нападaт Брет след мача. Другия основен мач е мач между Гробаря (Марк Калауей) и самозванеца Гробар (Брайън Лий). Истинският Гробар печели мача, а самозванецът не се появява отново в WWF.
Подкартката включва мач за Интерконтиненталната титла на WWF между Дизел и Рейзър Рамон, който Рамон печели, за да си върне титлата. Друга основна история, която навлиза в Лятно тръшване, е вражда, в която Татанка обвинява Лекс Лугър в присъединяване към „Корпорацията за милиони“. Този сюжет се оказва лъжа, тъй като е разкрито, че Татанка тайно се е присъединил към корпорацията.

## Резултати
| №                                                                        | Резултати | Правила                                                             | Време      |
| ------------------------------------------------------------------------ | --- | ------------------------------------------------------------------- | ---------- |
| 1Т                                                                       | Адам Бомб побеждава Куанг | Индивидуален мач                                                    | Неизвестно |
| 2                                                                        | Бам Бам Бигелоу и Ървин Р. Шистър (с Тед Дибиаси) поб. Разбивачите на глави (Фату и Саму) (ш) (с Афа Аноаи и Лу Албано) чрез дисквалификация | Отборен мач                                                         | 07:20      |
| 3                                                                        | Алъндра Блейзи (ш) поб. Бул Накано (с Луна Вашон)                                                                                            | Индивидуален мач за Титлата при жените на WWF                       | 08:10      |
| 4                                                                        | Рейзър Рамон (с Уолтър Пейтън) поб. Дизел (ш) (с Шон Майкълс)                                                                                | Индивидуален мач за Интерконтиненталната титла на WWF               | 15:03      |
| 5                                                                        | Татанка поб. Лекс Лугър | Индивидуален мач                                                    | 06:02      |
| 6                                                                        | Джеф Джарет поб. Мейбъл (с Оскар) | Индивидуален мач                                                    | 05:45      |
| 7                                                                        | Брет Харт (ш) поб. Оуен Харт излизайки от клетката                                                                                           | Мач в Стоманена клетка за Световната титла в тежка категория на WWF | 32:22      |
| 8                                                                        | Гробаря (с Пол Беърър) поб. Гробаря (с Тед Дибиаси)                                                                                          | Индивидуален мач                                                    | 08:57      |
| - (ш) – указва шампиона/шампионите в мача - Т – показва, че мача е тъмен | |                                                                     |            |